# Góra Winiarska
Góra Winiarska (529 m n.p.m.) – góra w Beskidzie Niskim, w paśmie Wzgórz Rymanowskich. Leży w granicach uzdrowiska Iwonicz-Zdrój, w paśmie wzgórz rozdzielających doliny Iwonickiego Potoku (na wschodzie) i Lubatówki (na zachodzie). W formie dość kształtnej kopy, z wyjątkiem części stoków północnych całkowicie zalesiona.
Na stoku Winiarskiej wyciąg narciarski orczykowy. Nieco poniżej szczytu w kierunku zachodnim mogiła radzieckiego partyzanta poległego w 1944 roku w czasie Rzeczypospolitej Iwonickiej. Ze stoków północnych, z miejsc przy dolnej granicy lasu, widoki w kierunku północnym i wschodnim.
Ścieżki spacerowe:
- Warzelnia soli 1:15 h przez  źródło Bełkotka 0:15 h (szlak im. W. Pola)
- Las Grabiński 1:30 h przez Cyrenajkę 0:50 h (szlak Armii Krajowej)